# Watsonia tabularis
Watsonia tabularis là một loài thực vật có hoa trong họ Diên vĩ. Loài này được J.W.Mathews & L.Bolus miêu tả khoa học đầu tiên năm 1922.